# Goggia rupicola
Goggia rupicola är en ödleart som beskrevs av  Vivian William Maynard Fitzsimons 1938. Goggia rupicola ingår i släktet Goggia och familjen geckoödlor. Inga underarter finns listade i Catalogue of Life.